# Jarosławiec (Zamość)
Pour les articles homonymes, voir Jarosławiec.
Jarosławiec (prononciation [ jarɔˈswavjɛt͡s]) est un village de la gmina de Sitno, du powiat de Zamość, dans la voïvodie de Lublin, situé dans l'est de la Pologne.
Il se situe à environ 28 kilomètres au nord-est de Sitno (siège de la gmina), 37 kilomètres au nord-est de Zamość (siège du powiat) et 88 kilomètres au sud-est de Lublin (capitale de la voïvodie).
Sa population s'élevait à 1 517 habitants en 2008.

## Administration
De 1975 à 1998, le village est attaché administrativement à l'ancienne voïvodie de Zamość.

Depuis 1999, il fait partie de la nouvelle voïvodie de Lublin.